# Tectus royanus
Tectus royanus är en snäckart som först beskrevs av Tom Iredale 1912.  Tectus royanus ingår i släktet Tectus och familjen pärlemorsnäckor. Inga underarter finns listade i Catalogue of Life.